# Gibanje (sociologija)
Gibanje v sociologiji in politiki je delovanje skupine ljudi in/ali organizacij za dosego nekega cilja. 
Vrsta gibanj:
- družbeno gibanje
- nacionalno gibanje
- delavsko gibanje
- odporniško gibanje
- gibanje neuvrščenih
- študentsko gibanje
- ekološko gibanje
- mirovno gibanje